# 艾曼·阿卜德努尔
艾曼·阿卜德努尔(Aymen Abdennour，1989年8月6日—）是突尼西亞的職業足球運動員，司職後衛，現效力於法國足球乙級聯賽的罗德兹 。

## 外部連結
- Aymen Abdennour – 法國職業足球聯賽数据 – 支持法语（已存档）
- 艾曼·阿卜德努尔在 National-Football-Teams.com 上的出场纪录
- Aymen Abdennour－UEFA國際賽競賽紀錄
- 足球数据库：Aymen Abdennour的球员统计数据
- ESPN Soccernet Profile Archive.today的存檔，存档日期2013-01-03